# 奧拉季夫 (奧拉季夫區)
49°10′34″N 29°23′27″E / 49.17611°N 29.39083°E
奧拉季夫（烏克蘭語：Оратів）是位於烏克蘭西南部文尼察州裏文尼察區的村莊，始建於1984年，面積0.83平方公里，海拔高度218米，2001年人口784，人口密度每平方公里948人。